# Донич, Александру
Алекса́ндру До́нич (рум. Alexandru Donici; 19 января 1806, село Безены, Бессарабия — 21 января 1866, Пьятра-Нямц) — молдавский писатель.

## Биография
Родился 19 января 1806 года в семье помещика Дмитрия Донича и его жены Елены в бессарабском селе Безин (ныне село Донич Оргеевского района Республики Молдова).
С 1819 года учился вместе с братом Петру в кадетском корпусе в Петербурге. В 1825 году вернулся в Бессарабию.
В 1835 уехал в запрутскую Молдавию. Жил в Яссах, потом в Пятра-Нямц, работал судьёй, адвокатом.
Скончался 21 января 1865 года в Пятра-Нямц.

## Творчество
Донич — создатель национальной молдавской/румынской басни. В 1840 и 1842 гг. редактировал двухтомный сборник «Фабуле» («Басни»), в который были включены его собственные произведения и переводы. В этом сборнике заметно влияние на него И. Крылова. В баснях Донича выражен смелый протест против социальной несправедливости, высмеяна дворянская спесь («Листья и корни»), прислужничество («Две собаки»), критикуются общественные пороки. Донич обладал необыкновенной наблюдательностью и в своих баснях на примерах животных изобличал отрицательные стороны человеческого общества.
Перевёл на молдавский язык поэму «Цыганы» А. С. Пушкина (изд. в Бухаресте, 1837).
Совместно с Константином Негруцци перевёл «Сатиры» А. Д. Кантемира (1844, 1858).

## Сочинения
- Донич, Александру // Докеры — Железняков. — М. : Советская энциклопедия, 1952. — С. 110. — (Большая советская энциклопедия : [в 51 т.] /  гл. ред. Б. А. Введенский ; 1949—1958, т. 15).
- Лукрэрь алесе. — Кишинёв, 1952.
- Опере. — Кишинёв, 1956.
- Fabule, 2 ed. — Bucureşti, 1958.
- Fabule. — Bucureşti, 1960.

- Богач Г. Ф., Грекул И. Д. Александру Донич. — Кишинёв, 1966.

## Галерея

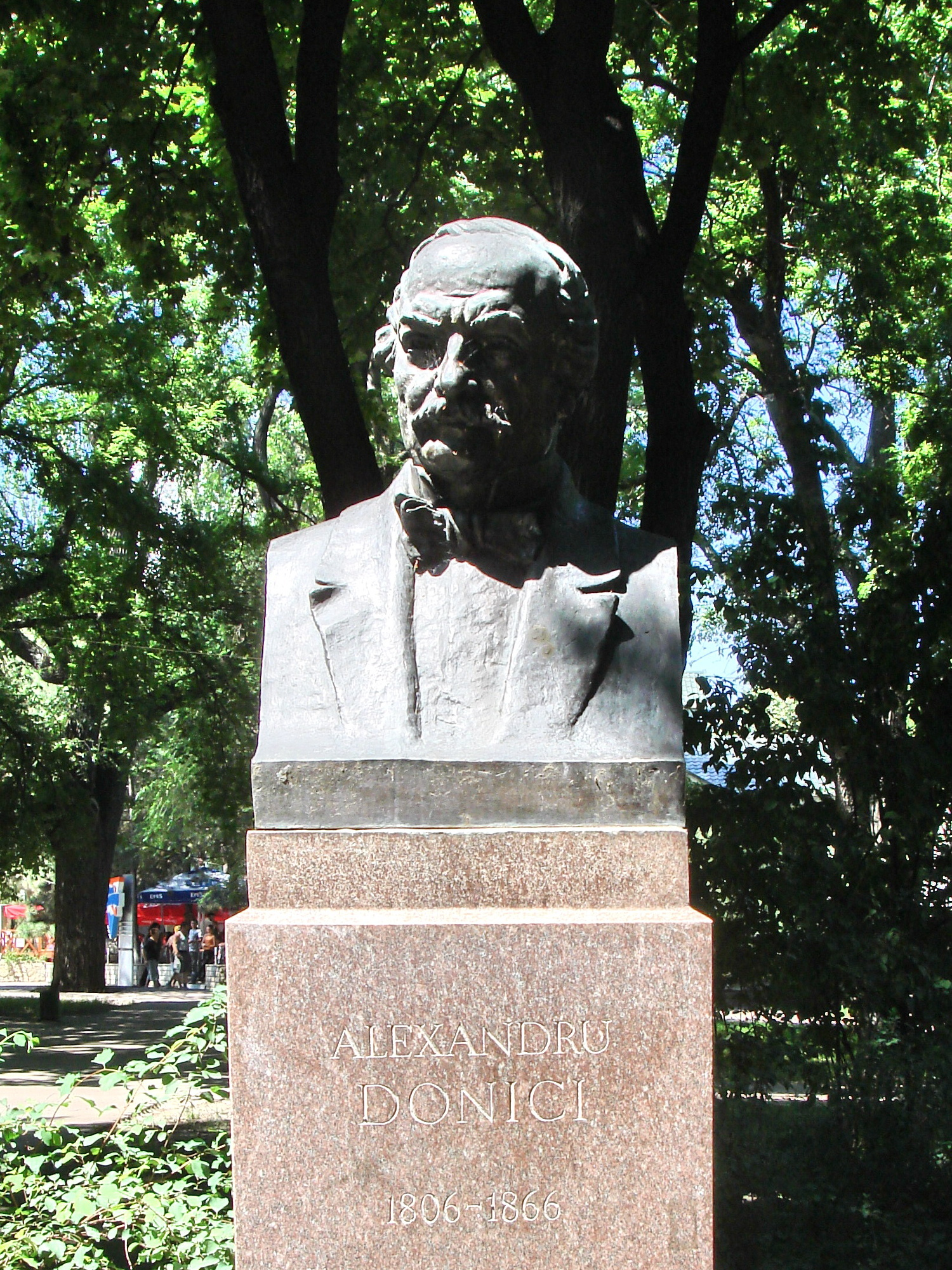
Бюст Донича в Аллее Классиков
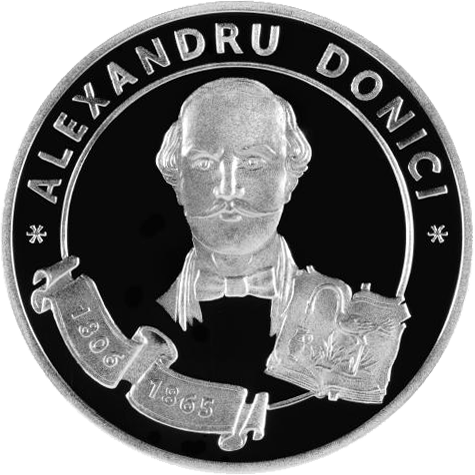
Александру Донич на монете